# Večelkov
Večelkov (hongrois : Vecseklő) est un village de Slovaquie situé dans la région de Banská Bystrica.

## Histoire
La première mention écrite du village date de 1548.
La localité fut annexée par la Hongrie après le premier arbitrage de Vienne le 2 novembre 1938. En 1938, on comptait 567 habitants dont 2 d'origine juive. Elle faisait partie du district de Salgótarján (hongrois : Salgótarjáni járás). Le nom de la localité avant la Seconde Guerre mondiale était Večeklov/Vecseklő. Durant la période 1938 - 1945, le nom hongrois Vecseklő était d'usage. À la libération, la commune a été réintégrée dans la Tchécoslovaquie reconstituée.

## Démographie

### Évolution de la population
| Année:               | 1994. | 2004.    | 2014.    | 2024.   |
| -------------------- | ----- | -------- | -------- | ------- |
| Nombre de personnes: | 347   | 289      | 244      | 221     |
| Différence:          |       | -16,71 % | -15,57 % | -9,42 % |

| Année:               | 2023. | 2024.   |
| -------------------- | ----- | ------- |
| Nombre de personnes: | 214   | 221     |
| Différence:          |       | +3,27 % |